# Ciclopirox
Ciclopirox olamina (também chamado de Batrafen, Fungirox, Loprox, Penlac  e Stieprox) é um agente antifúngico sintético para tratamento dermatológico tópico de micoses superficiais.  Ele é de grande utilidade no tratamento da pitiríase versicolor.